# Шостак, Арон Захарович
Арон Захарович Шостак (20 января 1916 — ?) — советский инженер, лауреат Сталинской премии второй степени.

## Биография
Родился в с. Борисполь Киевской губернии.
Работал в Институте № 5 Главного артиллерийского управления Наркомата (Министерства) обороны СССР (в разное время назывался НИЛ артиллерийского приборостроения (НИЛАП) РККА, НИИ артиллерийского приборостроения (НИИАП) РККА, Институт радиолокации и приборостроения (ИРиАП), с 1966 г. Московский НИИ приборной автоматики — МНИИПА).
После начала войны — в эвакуации в Ташкенте, оттуда 16.12.1941 призван в армию, место службы — 81 отд. батр. СОН СевФ ПВО|139 ззенап; 81 КРС (81-я отдельная батарея станции орудийной наводки ПВО Северного фронта/ 139-й запасной зенитный артиллерийский полк; 81-й корабельный комплекс радиотехнических средств). Воинские звания ст. техник-лейтенант, инженер-майор, инженер-подполковник, инженер-полковник.
После войны продолжил службу сначала в ГАУ, затем в институте № 5 ГАУ МО, в котором работал раньше. Участвовал в разработке и испытаниях РЛС СОН-4, которая в 1947 г. была принята на вооружение.
В 1964—1969 гг. главный конструктор специализированной ЭВМ ГРАНИТ для командных пунктов ПВО, разработанной в стационарном (5Э75-С1) и подвижном (5Э75-П1) вариантах и способной без дополнительных специализированных устройств решать задачи автоматизации управления войсками ПВО в реальном масштабе времени.

## Награды и звания
- Сталинская премия 1950 года (в составе авторского коллектива) — за работу в области военной техники;
- орден Красной Звезды;
- Медаль «За боевые заслуги»;
- Медаль «За победу над Германией в Великой Отечественной войне 1941—1945 гг.».

## Сочинения
- Остапенко В. В., Шостак А. З. Автоматическое измерение реактивности на реакторе ИРТ-М. / Отчет ИАЭ-3956. — М.: ИАЭ, 1966. — 42 с.